# لويس سولير
لويس سولير (بالإسبانية: Luis Soler)‏ (9 يونيو 1951 ببوينس آيرس في الأرجنتين - ) هو مدرب كرة قدم ولاعب كرة قدم أرجنتيني في مركز الدفاع. لعب مع ريكرياتيفو.

## وصلات خارجية
- لويس سولير على موقع قاعدة بيانات كرة القدم.إي يو (الإنجليزية)